# Marcel Lefebvre
Marcel-François Lefebvre (Tourcoing, 1905. november 29. – Martigny, 1991. március 25.) francia katolikus érsek, a Szent X. Piusz Papi Testvérület megalapítója, amellyel a második vatikáni zsinat utáni reformok előtti katolikus szellemiség és liturgia megőrzéséért szállt síkra. Többször bírálta a második vatikáni zsinat néhány tanítását, mint az ökumenizmusról, a vallásszabadságról és a püspöki kollegialitásról szólókat, azoknak – szerinte – kétértelműsége miatt. Mindezzel a magukat hagyományhű katolikusoknak nevező tradicionalista katolikusok vezéralakjává vált. Miután 1988-ban II. János Pál pápa többszöri figyelmeztetése ellenére engedély nélkül szentelt fel négy püspököt, a Vatikán szerint önmagától beálló kiközösítést vont magára. Az általa megalapított SSPX az elmúlt években[mikor?] elnyerte a Vatikán elismerését, ami a gyónásokat és házasságokat illeti. A kiközösítést Lefebvre hívei és több kánonjogász nem tartja érvényesnek.
Nézeteit a magyarul is megjelent Nyílt levél a tanácstalan katolikusokhoz című könyvében fejtette ki.

## Gyermekkora és afrikai szolgálata
Lefebvre 1905. november 29-én a franciaországi Tourcoingban, Lille közelében született egy polgári, vállalkozói családban. Édesapja gyártulajdonos volt, aki a második világháború alatt a francia ellenállásnak és a brit hírszerzésnek is dolgozott. Mivel zsidókat és katonákat bujtatott a nácik elől, a Gestapo a sonnenburgi koncentrációs táborba internálta, és ott is halt meg 1944-ben.
Lefebvre 1923 és 1930 között a római Francia Szemináriumban tanult, ahol filozófiából és teológiából szerzett doktorátust. 1929. szeptember 21-én Lille-i egyházmegyés pappá szentelték. 1931-ben belépett a Szentlélek Atyák missziós rendjébe. 1932-től 1945-ig Gabonban misszionált,és eközben 6 évig a Libreville-i szemináriumban volt teológiai professzor és elöljáró. 1947-ben XII. Piusz pápa kinevezte Dakar pápai delegátusává, szeptember 18-án pedig Lienart bíboros püspökké szentelte. 1948-ban egész Francia-Afrika apostoli delegátusa lett. 1955-ben a pápa a Dakari főegyházmegye érsekévé nevezte ki. 1959-ben tért vissza Európába, hogy betöltse a Szentlélek Atyák általános főnöki tisztségét.

## A második vatikáni zsinat
1960-ban XXIII. János pápa pápai trónállóvá nevezte ki, majd a pápa meghívta a második vatikáni zsinatot előkészítő központi bizottságba is. 1962 és 1965 között mint rendfőnök vett részt a második vatikáni zsinaton. Az érsek aktívan vett részt a munkában. Köztudomásúan a konzervatív oldal egyik legmeghatározóbb vezetője volt. 300 konzervatív zsinati atyával megalapította a Zsinati Atyák Nemzetközi Csoportját (Coetus Internationalis Patrum) „az igazi római katolikus tanítás védelmére”. Több határozattal nem értett egyet, különösen az ökumenizmusról (Unitatis redintegratio) és a vallásszabadságról (Dignitatis humanae) szólóval, de tiltakozott a püspöki kollegialitás tanítása ellen is. Egyedül ő nem írta alá ezeket a dokumentumokat.

## Eltávolodás a Szentszéktől és az FSSPX
A zsinat után Marcel Lefebvre fokozatosan távolodott el a Szentszéktől. A liturgiát mindvégig latin nyelven végezte, a tridenti hagyomány szerint, az 1970-ben közzétett új Római Misekönyvet nem fogadta el. Mivel nem értett egyet rendjének zsinat utáni reformjával, ezért 1968-ban lemondott a rendfőnökségről, és 1969-ben a svájci Fribourgban létrehozott egy hozzá hasonló gondolkodású papokból, szeminaristákból álló közösséget, amelynek neve Fraternitas Sacerdotalis Sancti Pii X. (FSSPX), vagyis Szent X. Piusz Papi Testvérület lett, 1970-ben pedig fölállította Ecône-ban a Szent X. Piusz Szemináriumot, hogy biztosítsa a hagyományos papi nevelést. Ez a közösség máig fennáll és a zsinat előtti liturgikus, teológiai, pasztorális szemléletet őrzi. A Magyarországon is jelenlévő tradicionalista közösségnek 2008-ban világszerte 491 papja, 215 szeminaristája, 159 kolostora volt, és több papi szemináriummal is rendelkeznek.

## A szakadás
A pápa többszöri tilalma ellenére Lefebvre érsek folyamatosan diakónusokat és papokat szentelt, ezért VI. Pál pápa 1976. július 24-én felfüggesztette a főpapi, papi tevékenysége alól, amit az érsek nem vett figyelembe. Hosszas tárgyalásokat folytatott a Szentszékkel – különösen II. János Pál pápasága alatt –, hogy az FSSPX számára püspököt szentelhessen, de az általa is aláírt megegyezést végül is semmisnek nyilvánították. Környezete egyre nagyobb nyomásának engedve, miután látta, hogy a vatikáni hivatalnokok az időt szeretnék húzni, és a püspökszentelésre nem kapott konkrét időpontot, valószínűleg esetleges halálára számítva, 1988. június 30-án 4 püspököt szentelt fel, ezért II. János Pál pápa az 1988. július 2-án kiadott Ecclesia Dei Adflicta motu propriójában a püspökszentelést skizmatikus (szakadár) cselekedetnek minősítette, és megállapította, hogy „Msgr. Lefebvre és papjai Bernard Fellay, Bernard Tissier de Mallerais, Richard Williamson és Alfonso de Galarreta az egyházi törvények által megszabott kiközösítés szigorú büntetését vonták magukra.” A "kiközösítés megállapítása" nem egy tévedhetetlen dogma, hanem egy fegyelmi döntés. XVI. Benedek pápa a négy püspök kiközösítését 2009-ben visszavonta. Lefebvre érsek szándékaiban, gondolkodásmódjában mindig hű maradt Rómához, a kiközösítéssel kapcsolatban mindig a kényszerhelyzetre hivatkozott, és nem tekintette a kiközösítést érvényesnek.

## Magyarul megjelent művei
- Nyílt levél a tanácstalan katolikusokhoz; ford., bev. Tudós-Takács János; Gede, Bp., 2003
- Nyílt levél a tanácstalan katolikusokhoz; ford., bev. Tudós-Takács János; Gede, Bp., 2003; Ős-Kép Kiadó, Bp., 2021